# HV Nieuwegein
HV Nieuwegein is een Nederlandse handbalvereniging uit Nieuwegein. De vereniging is opgericht op 26 september 1976, toen gestart onder de naam HVN. Op 1 juli 1989 is de vereniging gefuseerd met de HV Attila.
In 1999 bereikte Nieuwegein de finale van de City Cup een Europees handbaltoernooi voor clubs. Nieuwegein weigerde de finale te spelen, na veel ophef. 

## Geschiedenis
HV Nieuwegein is opgericht op 26 september 1976 door een aantal enthousiaste handbal liefhebbers onder de naam HVN. Op 1 juli 1989 werd de vereniging gefuseerd met de HV Attila. De fusievereniging ging toen verder onder de naam HVN/Attila.

### Sponsoring
In de periode van 1991 tot en met 2003 had de firma Van Riet zich aan de vereniging verbonden door middel van hoofdsponsorschap. In deze periode stond de vereniging onder de naam Handbalvereniging Van Riet/Nieuwegein. Vanaf 2003 had de vereniging een nieuwe hoofdsponsor: de firma Venus uit Maarssen samen met de subsponsor Jon Karelse Intercoiffure. Tot 2012 werd de vereniging door deze frimas gesponsord. De vereniging heette in die periode dan ook Handbalvereniging Venus/Nieuwegein. Sinds 2012 ging de vereniging verder als Handbalvereniging Nieuwegein, zoals dat ook net na de oprichting van de vereniging heette.

### Europese finalist zonder finale
In het seizoen 1998/99 speelde de vrouwenploeg van Nieuwegein in de City Cup. Voor de tweede keer in de geschiedenis van het Nederlands handbal behaalde een Nederlandse ploeg een finale van een Europese clubhandbalcompetitie. Na het verslaan van het Duitse Frankfurter HC en het Franse Handball Cercle Nimes. Nieuwegein heeft nooit de finale gespeeld. Door een oorlogsdreigingen in Joegoslavië. Het Europese Handbalfederatie (EHF) weigerde bepaalde oplossingen, zoals de finale te laten spelen op neutraal terrein. Nieuwegein stelde de Duitse plaats Nordhorn voor. Na aanraden van het NOC*NSF en het Ministerie van Volksgezondheid, Welzijn en Sport weigerde Nieuwegein als nog de finale te spelen. Door het afwijzen van finale wonnen de dames van ZORK Napredak Krusevac. Nieuwegein kreeg een uitsluiten van deelnamen aan Europese clubtoernooien. 

### Nieuwegein na de eeuwwisseling
In 2005 promoveerde het eerste herenteam naar de eredivisie en in 2007 promoveerde ook het eerste damesteam naar de eredivisie. Het herenteam degradeerde na vier seizoenen en het damesteam na vijf seizoenen weer naar de eerste divisie. In het seizoen 2012/2013 had het eerste herenteam zich niet kunnen handhaven in de eerste divisie en degradeerde naar de tweede divisie.

### NHC
In het seizoen 2017/18 hadden HV Nieuwegein en HV Houten de handen in een geslagen onder de naam Nieuwegein Houten Combinatie (NHC). Het eerste team van NHC nam de plek over van Nieuwegein in de eerste divisie en het tweede team nam de plek in van Houten 2 in de tweede divisie. In 2020 maakte beide clubs bekend om te stoppen met de combinatieteam.

## Europees handbal
| Seizoen | Competitie | Ronde | Land                 | Club                   | Totaalscore | 1e W        | 2e W        |
| ------- | ---------- | ----- | -------------------- | ---------------------- | ----------- | ----------- | ----------- |
| 1997/98 | City Cup   | L16   | Vlag van Oostenrijk  | Union Korneuburg       | 71 - 26     | 38 - 12     | 33 - 14     |
| 1997/98 | City Cup   | 8F    | Vlag van Denemarken  | Herning-Ikast          | 50 - 49     | 27 - 21     | 23 - 28     |
| 1998/99 | City Cup   | L16   | Vlag van Italië      | EOS Siracusa           | 37 - 58     | 19 - 26     | 18 - 32     |
| 1998/99 | City Cup   | 8F    | Vlag van Duitsland   | Frankfurter HC         | 54 - 49     | 26 - 18     | 28 - 31     |
| 1998/99 | City Cup   | KF    | Vlag van Kroatië     | ZRK Split              | 40 - 36     | 19 - 12     | 21- 24      |
| 1998/99 | City Cup   | HF    | Vlag van Frankrijk   | Handball Cercle Nimes  | 38 - 46     | 17 - 22     | 21 - 24     |
| 1998/99 | City Cup   | F     | Vlag van Joegoslavië | ZORK Napredak Krusevac | Geannuleerd | Geannuleerd | Geannuleerd |